# Ян Ю
Ян Ю (кит.: 楊侑; піньїнь: Yáng You; 605 —14 вересня 619) — останній імператор династії Суй у 617–618 роках, девіз правління Інін.

## Життєпис
Походив з імператорського роду Ян, династії Суй. Народився у 605 році у родині спадкоємця трону Ян Чжао та панні Вей. При народженні мав ім'я Ю. Після смерті батька у 606 році разом із старшими братами претендував на трон. Проте його дід, імператор Ян, лише 613 року призначив його номінальним намісником у столиці Дасін. З початком численних повстань Ян-ді часто був відсутній на півночі імперії. В цей час (617 рік) повстав один з військовиків Лі Юань, який захопив одну із столиць імперії Лоян та оголосив Ян Ю новим імператором Гун-ді (18 грудня). Після чого став правити від імені малолітнього імператора. Лі Юань отримав титул князя Тан. Після поразки та загибелі імператора Яна Лі Юань оволодів столицею Дасін, після чого скинув з трону Гуан-ді, надавши тому титул Сі-гуна. Лі Юань став засновником династії Тан. Вже 14 вересня 619 року за наказом нового імператора Лі Юаня було страчено Ян-гуна (колишнього Гуан-ді).